# 宮本もか
宮本 もか（みやもと もか、1999年3月18日 - ）は、日本の女性プロレスラー。神奈川県出身。東京女子プロレス所属。血液型B型。

## 経歴
2019年秋、東京女子プロレスに練習生として入門。練習生時代の名前は「あおな（仮）」。
2020年5月3日の後楽園ホール大会でデビューすることが内定していたが、新型コロナウイルス感染拡大に伴う緊急事態宣言発令により大会が中止となりデビューが延期となった。
7月23日の後楽園ホール大会における対舞海魅星&汐凛セナ組戦でデビュー（パートナーは鈴芽）。
2021年6月26日の後楽園ホール大会にて中島翔子と組んで渡辺未詩＆荒井優希と対戦し、羅生門を決めて荒井から初勝利を挙げる。
2022年1月15日の新宿FACE大会にて鳥喰かやと対戦し、羅生門を決めてシングル初勝利を挙げる。

## 人物
- 松濤館流空手初段[1]。
- デビュー時は現役の大学生であり、大学では日本文化を専攻していたことから、和装をイメージしたコスチュームを着用している[2]。2021年3月に大学卒業。[4]

## 得意技
卍コブラ
四つん這いの相手に仕掛ける変形コブラツイスト。卍固めの要領で相手の脇腹に肘を入れる。
羅生門
卍コブラから相手の右腕を左腿の後ろに回し、両手で胴を絞り上げる。初勝利時のフィニッシャー。技名の直接の由来は平安京の施設から。
正拳突き
空手の型から相手の腹部に叩き込む。
四方投げ
瓦割り
倒れた相手の腹部に手刀を叩き込む。
ゼロ戦キック
ショルダー・ネックブリーカー
逆落とし
相手の脇に後ろから腕を差し入れ、背中合わせの状態から腰を支点にして相手を投げる。腹ばいの形で落ちるため羅生門の布石として使用。
ティルトスラム
ケブラドーラ・コン・ヒーロの入りからサイドバスターの形で落とす。
鴻臚館（こうろかん）
滞空式コークスクリュー・ネックブリーカー。ブレーンバスターのクラッチから相手をリングと水平になる高さまで持ち上げつつ横に回転して相手の後頭部をマットに叩き付ける。2022年10月のインターナショナル・プリンセス王座挑戦表明のタイミングで命名されたため、技名は平安京にあった外交施設に由来。

## タイトル歴
東京女子プロレス
- 第14代インターナショナル・プリンセス王座

## 入場曲
- 令和モダン
  - 作曲：マサキ[7]